# Ola Simonsson
Ola Martin Simonsson, nascut el 25 de febrer de 1969, és un cineasta suec (actor, director, compositor, productor de cinema i més), que es va fer conegut principalment per una sèrie de curtmetratges, alguns dels quals han estat guardonats amb premis. La pel·lícula Bakom mahognybordet (1996) va rebre, per exemple, el premi Gold Plaque al Festival Internacional de Cinema de Chicago i el premi com a "Millor curtmetratge" al Festival Internacional de Cinema de Toronto, i el musical Music for one apartment and six drummers ha estat guardonat amb una trentena de premis a diversos festivals de cinema d'Europa, Amèrica del Nord i Amèrica del Sud, inclòs un golden beetle al millor curtmetratge. Moltes de les pel·lícules s'han projectat a Sveriges Television.
Moltes de les pel·lícules de Simonsson s'han fet en col·laboració amb l'il·lustrador i altres Johannes Stjärne Nilsson.
Ola Simonsson és el germà de Per Simonsson, que també va aparèixer en algunes de les pel·lícules de Simonsson.

## Filmografia
- 1994 - Antikvariat (només música)
- 1996 - Bakom mahognybordet (guionista)
- 1999 - Herr Pendel - flickorna (guionista, director, productor)
- 1999 - Herr Pendel - fotbollen (guionista, director, productor)
- 1999 - Herr Pendel - regnet (guionista, director, productor)
- 2000 - Sverige (guionista, director)
- 2001 - Music for one apartment and six drummers (guionista, director, música)
- 2002 - Fika - Sveriges paus (guionista, director, productor)
- 2002 - Hotel Rienne (guionista, director, productor)
- 2004 - Du var där med din polare Frank (guionista, director, productor, roll)
- 2005 - Hur vore det med eternit? (director)
- 2005 - Spättans väg (guionista, director, productor, músic)
- 2005 - Wanted! Popmusiker! (director)
- 2006 - Kvinna vid grammofon (guionista, director, productor)
- 2010 - Sound of Noise (guionista, director)

## Premis
- Menció especial al Premi Noves Visions del XLIII Festival Internacional de Cinema Fantàstic de Catalunya per Sound of noise.[3]